# The Thing Which Solomon Overlooked 2
The Thing Which Solomon Overlooked 2 es el decimoprimer disco de estudio de la banda japonesa Boris, lanzado en abril de 2006 por el sello belga Conspiracy Records.

## Lista de canciones
| N.º | Título                   | Duración |  |
| 1.  | «No Ones Grieve, Part 2» | 8:49     |  |
| 2.  | «Dual Effusion»          | 11:04    |  |
| 3.  | «Merciless»              | 14:25    |  |
| 4.  | «An Another After Image» | 3:22     |  |

## Créditos
| - Takeshi - Wata - Atsuo | - Grabado y mezclado por FangsAnalSatan. - Masterizado por Souichirou Nakamura. - Arte por FangsAnalSatan. |